# Îles Karimunjawa
L'archipel des Karimunjawa, situé à environ 80 kilomètres au nord-ouest de Jepara, est formé de 27 îles rocheuses dans la mer de Java. Sa population est d'environ 8 000 habitants. Administrativement, l'archipel fait partie du kabupaten de Jepara, dans la province indonésienne de Java central. 
Les Karimunjawa ne doivent pas être confondues avec l'île et le Kabupaten de Karimun dans les îles Riau.

## Population
Seules les îles de Karimunjawa proprement dite, Kemujan, Menjangan, Parang, Nyamuk, Tambagan, Genting et Menyawakan sont habitées.
La population est constituée de Javanais, de Madurais et de Bugis.
On pense que ces îles étaient à l'origine inhabitées. Elles servaient de base à des pirates. Au début du XIXe siècle, Thomas Stamford Raffles lieutenant-gouverneur de Java (1811-14) y établit une colonie pénitentiaire. Celle-ci sera abandonnée par les Hollandais lorsqu'ils récupèrent Java après la fin des guerres napoléoniennes. Les détenus sont restés. Les plantations de noix de coco qu'ils avaient créées sont devenues une importante source de revenu pour l'archipel, à côté de la pêche.

## Tourismeet transport
Le parc national de Karimunjawa couvre 22 des 27 îles et une superficie de 1 100 km2. Il abrite notamment une forêt de mangrove. Des tortues viennent y déposer leurs œufs.
On peut pratiquer la plongée sous-marine.
On rejoint Karimunjawa par ferry ou fastboat depuis Jepara, la capitale de la province. L'île de Kemujan possède un petit aéroport à Dewandaru.
Les hébergements se trouvent sur Karimunjawa et Menyawakan.

## Photographies

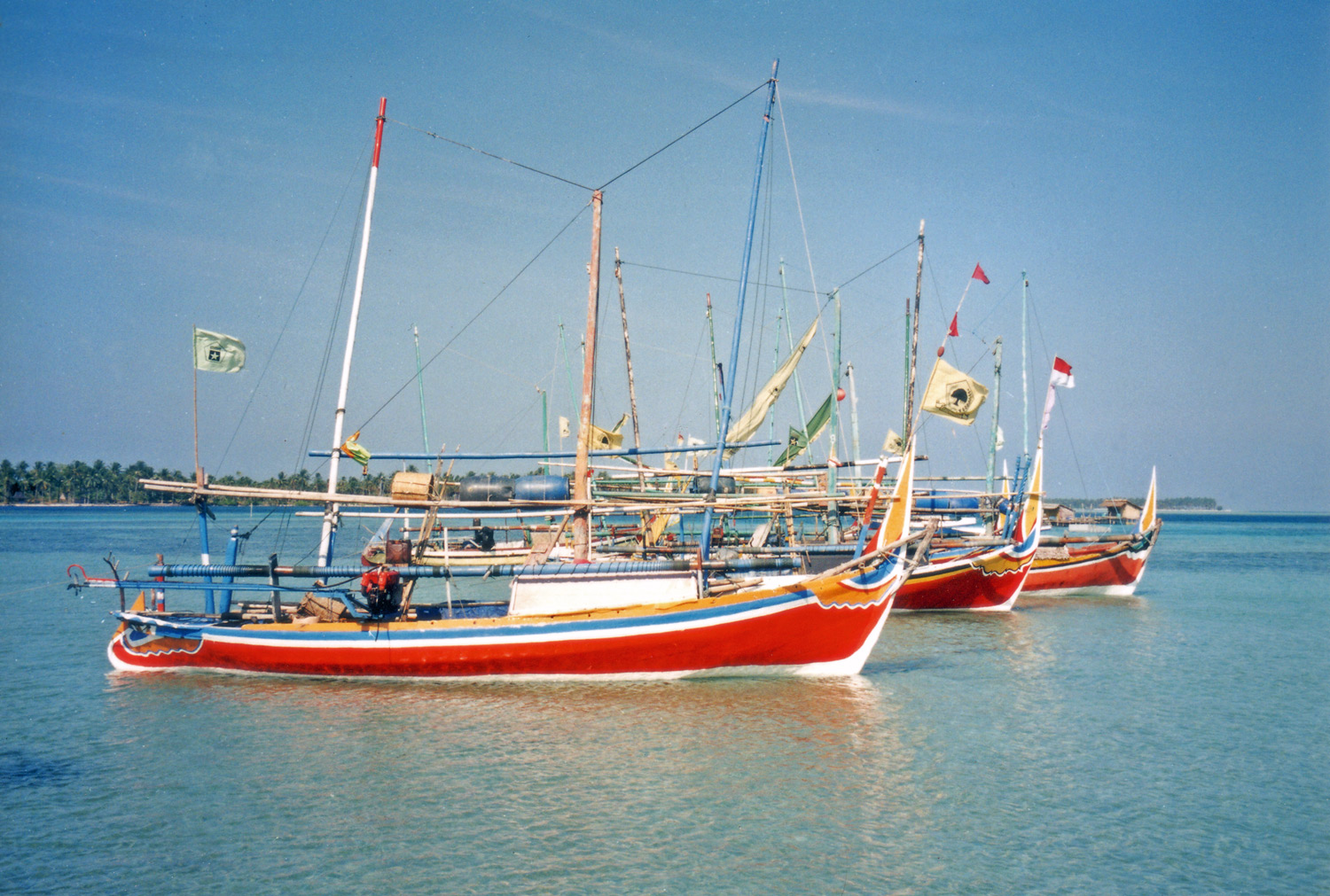
Bateaux de pêche aux Karimunjawa
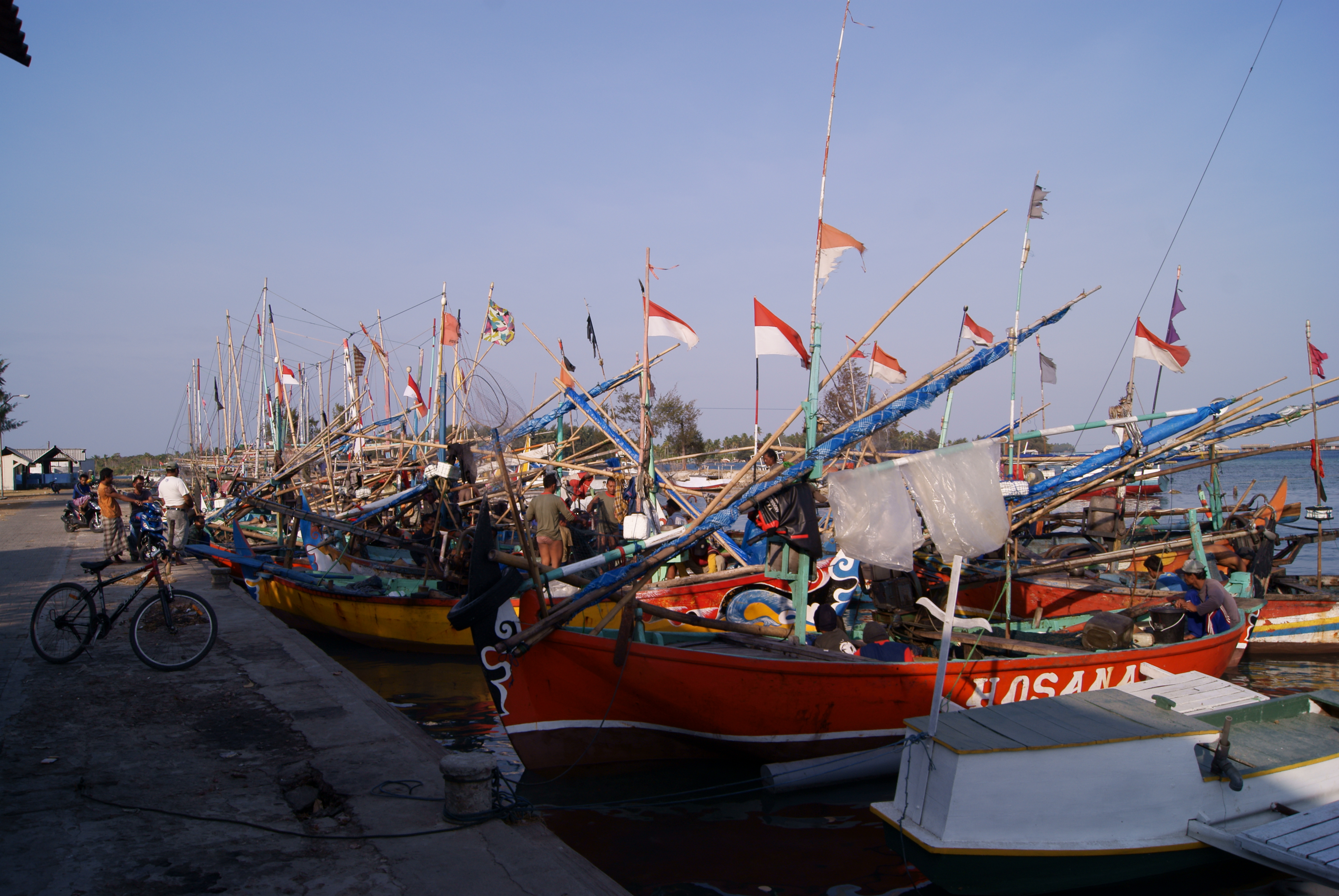
L'ancien port de Karimunjawa
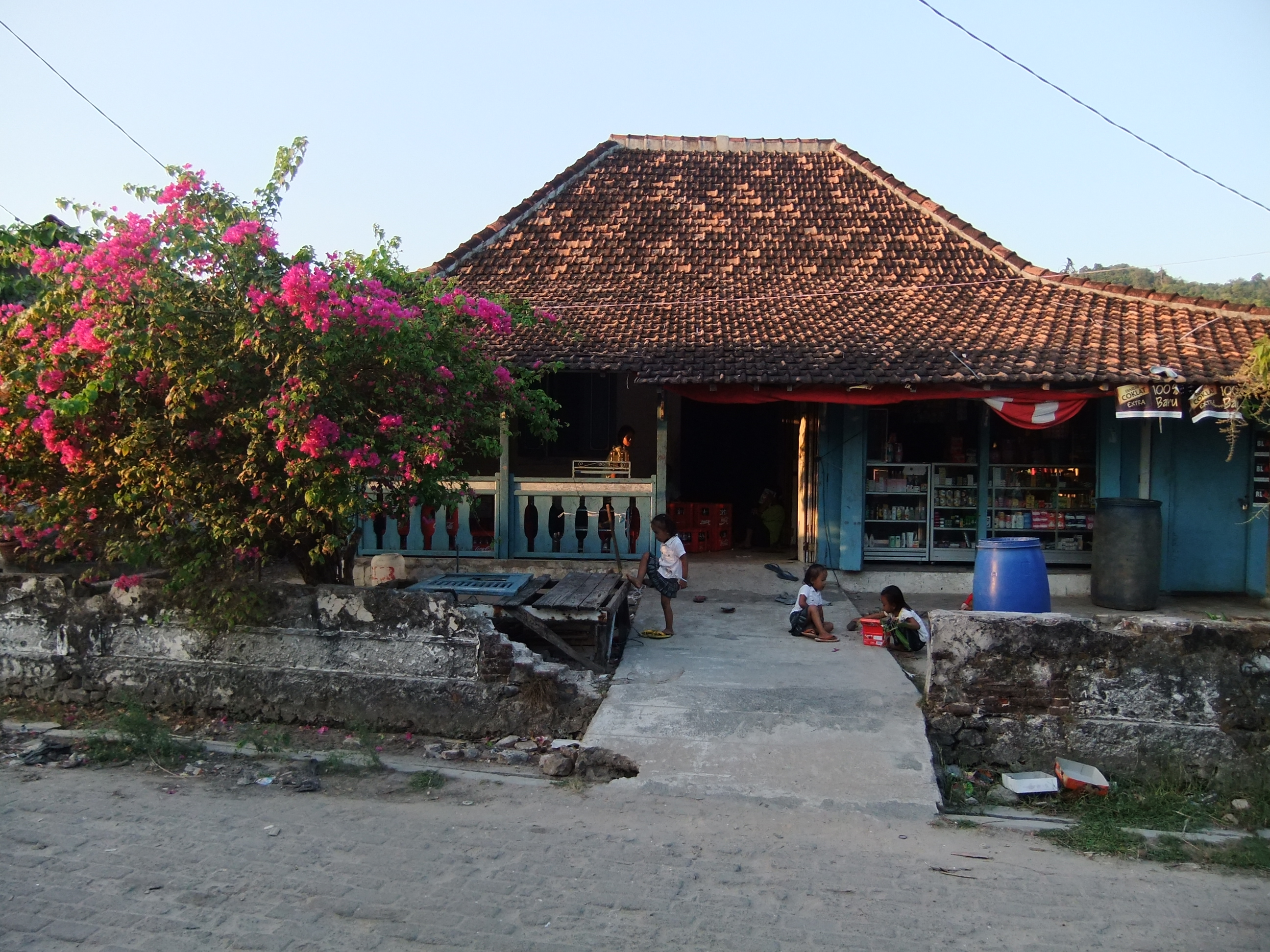
Une maison à Karimunjawa
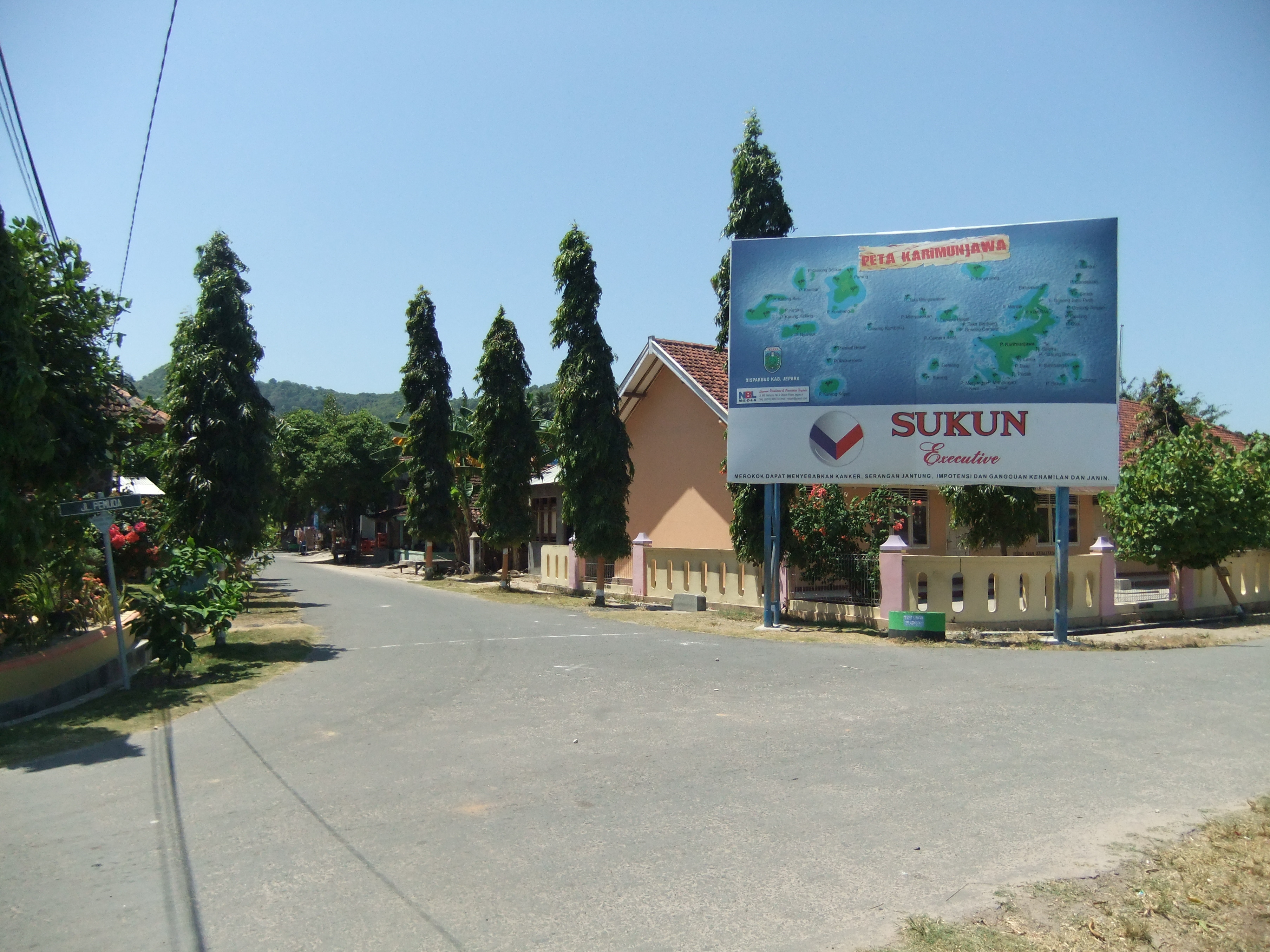
Un carrefour à Karimunjawa
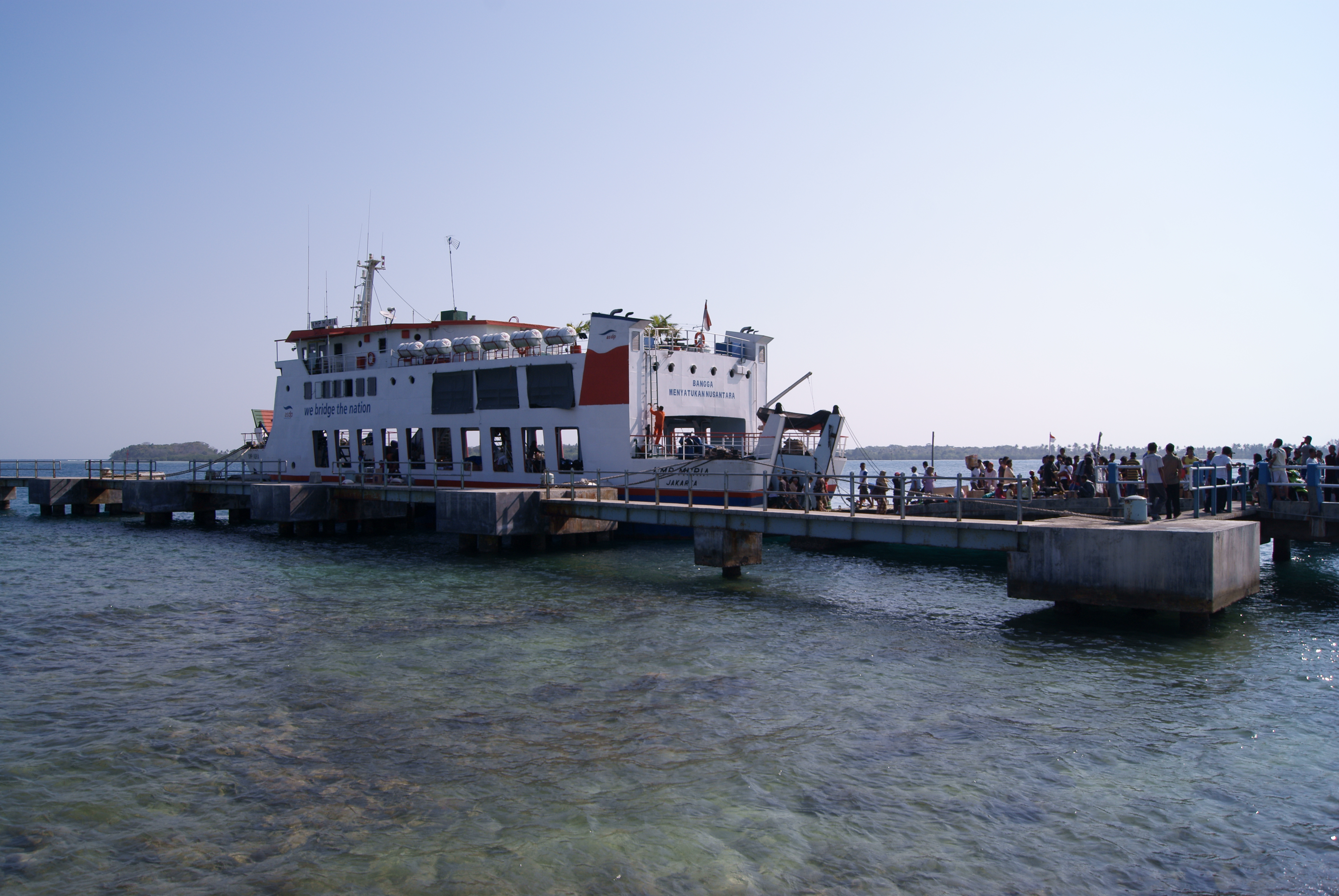
Le port moderne de Karimunjawa
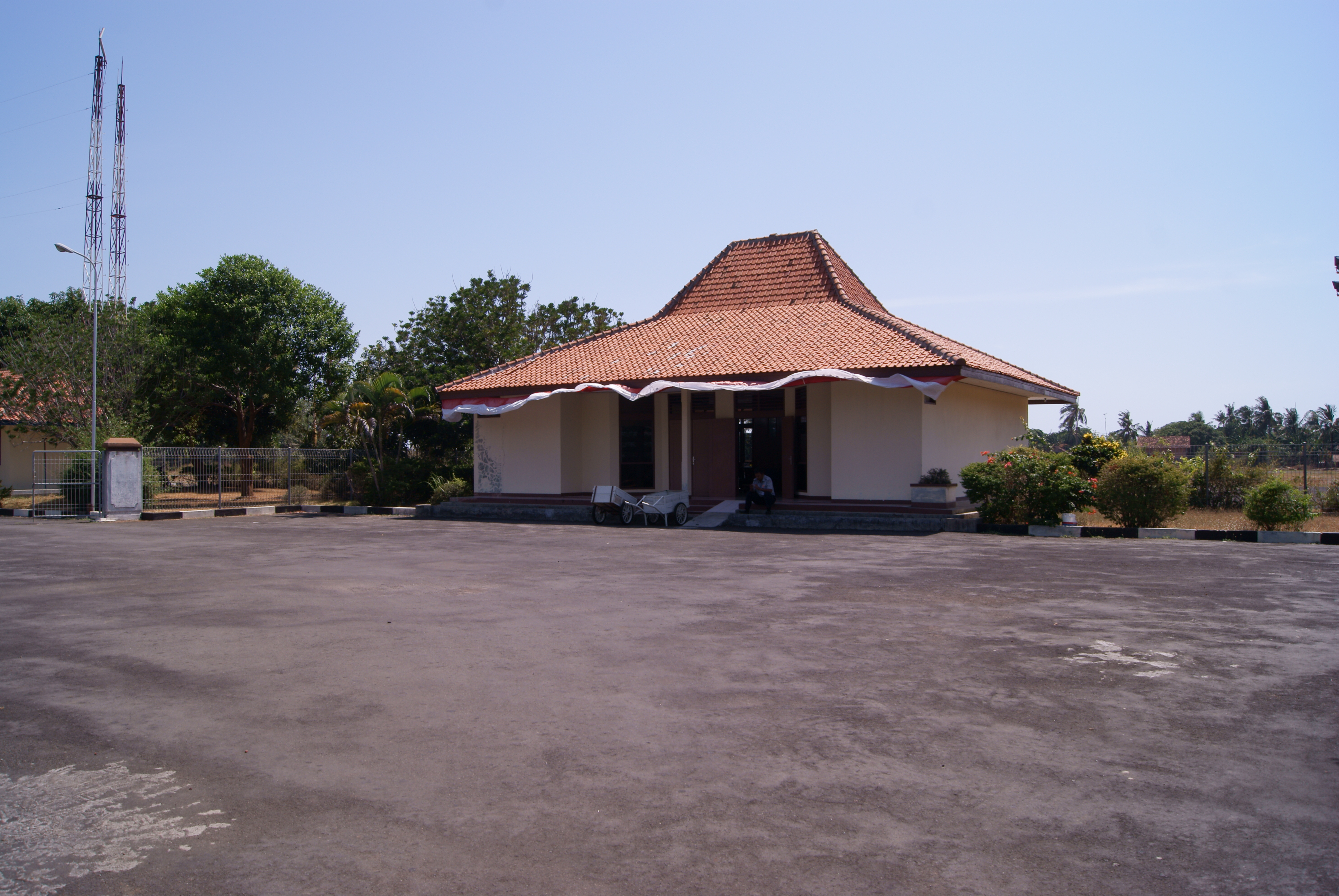
L'aéroport de Dewadaru